# Nový Jičín
Nový Jičín (Duits: Neutitschein) is een Tsjechische stad in de regio Moravië-Silezië, en maakt deel uit van het district Nový Jičín.
Nový Jičín telt 27.617 inwoners.

## Geschiedenis
In 1313 kreeg de plaats stadsrechten om zich daarna te ontwikkelen als centrum voor lakenindustrie. De stad ligt in de voormalige Oostenrijkse provincie Silezië, geografisch tussen Moravië en (voormalige Duits) Silezie in. Geheel Silezië hoorde voor 1756 tot het Habsburgse rijk, en werd toen bij verdrag grotendeels  Pruisisch, en later Duits. Alleen een klein deel bleef Habsburgs-Oostenrijks en werd sindsdien aangeduid als de provincie Oostenrijks Silezië. Dit gebied werd deels door Duitstaligen en deels door Tsjechisch- en ook Poolstaligen bewoond. In het oostelijke deel van deze provincie, tegen de grens met Slowakije, lag het zogenaamde 'Kuhländchen', waarvan de stad het centrum was, en dat tot het Duitssprekend gebied behoorde. De stad had rond het midden van de 19de eeuw 8.000 Duitstalige inwoners, die in aantal toenamen tot ruim 12.000 voor de Eerste Wereldoorlog. De stad ontwikkelde zich in deze periode als centrum van kledingindustrie en in het bijzonder die van hoeden (J. Hückel’s Söhne, die sinds 1945 Tonak heetten). Later werden ook auto-onderdelen in Neu Titschein vervaardigd. 
In 1918 werd de provincie Oostenrijks Silezië bij de nieuw opgerichte republiek Tsjecho-Slowakije, en daarbinnen bij Moravië  gevoegd. Het inwonertal nam toe tot meer dan 14.000 en door inwijking van Tsjechischtaligen en een nieuwe identiteitskeuze door veel tweetaligen voor die identiteit, steeg hun aantal tot bijna een derde (4.500) van de bevolking. In 1938 werd het in meerderheid Duitstalige deel van Bohemen en Moravië afgescheiden bij het Verdrag van München, en ook Neutitschein werd in de nieuwe ‘Reichsgau’ Sudetenland binnen het Duitse Rijk gevoegd. 
De ruim 4.000 Tsjechen vertrokken voor een deel en pasten zich anderdeels als tweetaligen aan. 
In 1945 werd het gebied ingenomen door het Tsjecho-Slowaakse leger en moesten de Duitstaligen hun woonplaatsen verlaten. Zij werden op grond van de Beneš-Dekrete onteigend en als Sudeten-Duitsers uitgewezen (zie Verdrijving van Duitsers na de Tweede Wereldoorlog).

## Geboren in Nový Jičín /Neu Titschein
- Peter von Rittinger (1811-1872), uitvinder van de warmtepomp
- Eduard Veith (1858-1925), schilder in de historistisch-symbolistische school
- Fritz Hückel (1885-1973), hoedenfabrikant met monopoliepositie in het Habsburgse rijk
- Anton Kolig (1886-1950), schilder in de laat-expressionistische school
- Alfred Neubauer (1891-1980), autocoureur, veroorzaakte een groot ongeluk in le Mans in 1955
- Emil Winkler (1891-1942), hoogleraar in de Romaanse taal in Heidelberg en Berlijn
- Max Mannheimer (1920-2016), overleefde het getto in Warschau en het concentratiekamp Dachau, werd schilder en was actief in Joodse hulporganisaties in München
- Gerhard Neiber (1929-2008), bereikte de top in het DDR-Ministerium für Staatssicherheit
- Vladimír Válek (1935-2025), dirigent
- Rostislav Klesla (1982), ijshockeyspeler
- Lenka Masná (1985), atlete
- David Květoň (1988), ijshockeyspeler

Albrechtičky ·
Bartošovice ·
Bernartice nad Odrou ·
Bílov ·
Bílovec ·
Bítov ·
Bordovice ·
Bravantice ·
Frenštát pod Radhoštěm ·
Fulnek ·
Heřmanice u Oder ·
Heřmánky ·
Hladké Životice ·
Hodslavice ·
Hostašovice ·
Jakubčovice nad Odrou ·
Jeseník nad Odrou ·
Jistebník ·
Kateřinice ·
Kopřivnice ·
Kujavy ·
Kunín ·
Libhošť ·
Lichnov ·
Luboměř ·
Mankovice ·
Mořkov ·
Mošnov ·
Nový Jičín ·
Odry ·
Petřvald ·
Příbor ·
Pustějov ·
Rybí ·
Sedlnice ·
Skotnice ·
Slatina ·
Spálov ·
Starý Jičín ·
Studénka ·
Suchdol nad Odrou ·
Šenov u Nového Jičína ·
Štramberk ·
Tichá ·
Tísek ·
Trnávka ·
Trojanovice ·
Velké Albrechtice ·
Veřovice ·
Vražné ·
Vrchy ·
Závišice ·
Ženklava ·
Životice u Nového Jičína